# ماغنيتو
هو سيد المغناطيسية، لديه قدرة خارقة على التحكم بالأشياء ( وبخاصة المعادن ) وتحوليها إلى أي شكل يريد . ظهر للمرة الأولى في مجلة The X-Men  #1 ( سبتمر 1963 ) . وحينها ظهر كشخصية ثانوية، ولكن لاحقاً أخذ حقه في التعريف، وأصبح من أشهر أبطال ( Marvel comics ) 1

## قدراته
◄ التلاعب بالمغناطيسية وتوليد حقول القوة المغناطيسية
◄ التنقل عبر الحقول المغناطيسية
◄ دروع وخوذة ضد الهجمات
◄ الطيران في الفضاء الخارجي
◄ عدم إمكان دخول عقله والتأثير عليه 2

## فريقه
◄ Magneto : لديه القدرة على التحكم بالحقول المغناطيسية
◄Quicksilver“Pietro” : لديه القدرة على الركض بسرعة خيالية
◄ الساحرة الحمراء Witchwanda : لديها القدرة على التأثير في المجالات وعلى قوى الآخرين
◄ MasterMind : لديه القدرة على خلق أوهام البصر والشم والذوق واللمس والصوت
◄ Gambet : بإمكانه تحويل الهواء إلى سم، كما يستطيع أن يقوم بالتنويم المغناطيسي، ويستخدم أسلحة مثل العصي وورق اللعب
◄ كولوسس (شخصية) : يمتلك قوة تحول جسده إلى فولاذ
◄ Pyro : يستطيع التحكم بالنار وصنع أي شكل يريد منها
◄ Sabretooth : لديه مخالب قوية، وردود فعل حيوانية، مثل ( وولفرين ) 3

### الفريق الجديد
◄ The Stranger : الغريب يمتلك القدرة على التلاعب بالطاقة الكونيةالكواكبالمجرات . يستطيع التلاعب بحجمه وشكله، ويسافر بسرعة الضوء إلى الفضاء . كما يستطيع تجميع كوكب من شرائح وعوالم مسكونة من جميع أنحاء الكون
◄ Brotherly :
```
         
تيهور
 : لديه القدرة على التحكم بالأرض، يستطيع إحداث الزلازل، وغيرها …

          
علجوم
 : يمتلك خصائص الضفدع، فيمكنه القفز عالياً …
          
Blob
 : لديه قدرة خارقة على التحمل ومقاومة كبيرة على الإصابة الجسدية بسبب جلده السميك حتى مخالب 
وولفرين
 لا تستطيع إختراقه
```

◄ Unus the Untouchable : لديه القدرة على توليد مجال طاقة غير مرئي حول جسمه يمنع أعداءه من الاقتراب منه، كما يستطيع السيطرة على حقل طاقة بالإرادة ( أشعة الشمس ) ويستطيع إستخدامها ضد أعداءه، مثل ( موجات الهوء والصوت )
◄ Spider-Woman : خفيفة الحركة، لديها قدرة خارقة على التحمل، كما تستطيع الركض بسرعة كبيرة، كما لديها قوة شديدة كافية لرفع 10 طن
◄ حلزون : لديه قدرات باطنية قوية . مشعوذ قوي يستطيع ضرب خصومه بنوبات قوية تصعقهم، كما يمكنه شل خصومه وسجنهم في مكان غريب
◄ Crimson Commando : لديه القدرة على التحكم في شكل الجسد البشري، فيمكنه تحويل أي شخص إلى أي شكل يريد، ويمكنه التلاعب بالأعمار
◄ Stonewall : لديها قدرة هائلة على التحمل، كما هي غير قابلة للإصابات الجسدية، حتى إذا أصابتها روغ مثلاً فلن تقع
◄ نورث أمريكان إف-100 سوبر سابر : يستطيع الركض بسرعة الصوت، حتى أنه عندما يحرك يديه يحركهما بسرعة الصوت، وعندما ينقر بأصابعه على الأرض يحدث زلزال قوي .
◄ SleepWalker : يمشي أثناء النوم، يمتلك قوة عظمى والمتانة الاستثنائية والمقاومة للإصابة . وهو أيضاً قادر على إسقاط أي شيء رآه بعينيه . كانت قوته الهجومية الوحيدة له ( نظرة تشوه وجه الخصم )4

## أعداء ماغنيتو
◄ X-Men
 Professor X
◄ Mystique
◄ Mesmero
◄ Havok
◄ Apocalypse5